# M・M・スリレーカ
M・M・スリレーカ（M. M. Srilekha）は、インドの作曲家、プレイバックシンガー。主にテルグ語映画で活動しており、同映画産業で唯一の女性音楽監督である。

## 人物
V・ヴィジャエーンドラ・プラサードは叔父であり、S・S・ラージャマウリとM・M・キーラヴァーニは従兄弟に当たる。12歳でプレイバックシンガーとしてデビューし、1995年に『Taj Mahal』とダサリ・ナーラーヤナ・ラーオの『Nannagaru』で作曲家デビューする。これ以降、テルグ語映画、タミル語映画、カンナダ語映画、マラヤーラム語映画で活動しており、『Hum Aapke Dil Mein Rehte Hain』『Aaghaaz』などのヒンディー語映画でも作曲を手掛けている。

## フィルモグラフィ

### プレイバックシンガー
- Sampradhayam（1996年）
- Little Soldiers（1996年）
- Akkada Abbai Ikkada Ammayi（1996年）
- Dharma Chakram（1996年）
- Pelli Sandadi（1997年）
- Annamayya（1997年）
- Ammaye Navvithe（2001年）
- Fools（2003年）
- Sri Krishna 2006（2006年）
- Chandamama（2007年）
- Bommana Brothers Chanadana Sisters（2008年）
- Kausalya Supraja Rama（2008年）
- Kiran Datti（2011年）

### 作曲家
- Naalaiya Theerpu（1992年）
- Nannagaru（1995年）
- Kondapalli Rataiah（1995年）
- Taj Mahal（1995年）
- Oho Naa Pellanta（1996年）
- Dharma Chakram（1996年）
- Navvulata（1997年）
- Sivaiah（1998年）
- Ulta Palta（1998年）
- Preyasi Raave（1999年）
- Moodu Mukkalaata（2000年）
- Aaghaaz（2000年）
- Maduve Aagona Baa（2001年）
- Preminchu（2001年）
- Ammaye Navvithe（2001年）
- Parasuram（2002年）
- Ninne Cherukunta（2002年）
- Ishtapadi（2003年）
- Neetho Vastha（2003年）
- Ammayi Bagundi（2004年）
- Adirindayya Chandram（2005年）
- Nireekshana（2005年）
- 786 Khaidi Prema Katha（2005年）
- Tata Birla Madhyalo Laila（2006年）
- Sri Krishna 2006（2006年）
- Operation Duryodhana（2007年）
- Maisamma IPS（2007年）
- Mahalakshmi（2007年）
- Laila Majnu（2007年）
- Maharajasree（2007年）
- Prema Charitra（2007年）
- State Rowdy（2007年）
- Bommana Brothers Chandana Sisters（2008年）
- Veeto Vasta（2008年）
- Thinnama Padukunnama Tellarinda（2008年）
- Donga Sachinollu（2008年）
- Mangatayaru Tiffin Center（2008年）
- Maa Aayana Chanti Pilladu（2008年）
- Aadivishnu（2008年）
- Andhamaina Abaddham（2008年）
- Bangaru Babu（2009年）
- A Aa E Ee（2009年）
- Ram Dev（2009年）
- Brahmalokam To Yamalokam Via Bhulokam（2010年）
- Dasanna（2010年）
- Chattam（2011年）
- Operation Dusyasana（2011年）
- Em Babu Laddu Kavala（2012年）
- Benki Birugali（2013年）
- Pavitra（2013年）
- Park（2013年）
- Nenem…Chinna Pillana?（2013年）
- Operation Duryodhana 2（2013年）
- Kadhal Solla Aasai（2013年）
- Srivalli（2017年）